# Lihovar (Rájec-Jestřebí)
Lihovar stojí na hranici katastrů Rájce a Jestřebí. Stavitelem byl hrabě Demblin, který roku 1860 přijal do podílnictví dvě dámy. Jednou z nich byla Eliška Salm Reifferscheid, rozená kněžna Lichtensteinová, druhou se nepodařilo zjistit. Společníci podíl po 10 000 zlatých, které byly použity na zakoupení pozemků u železniční stanice. Lihovar byl na tehdejší dobu moderně zařízen, ale brzy byl prodán firmě Stonavský, která zbudovala další zařízení a výrobní prostory. V roce 1883 byl odkoupen firmou a. s. František Xaver Brosche a syn, v jejichž majetku zůstal až do roku 1945. Poté jej převzala Jihomoravská Fruta n. p., která jej v roce 1951 počala přebudovávat na výrobu butanolu až do roku 1965. Závod převzala Chema n. p., která část výrobků vyráběla přímo v závodě, část výrobků nakupovala a balila pro trh.